# Joseph Ernst von Koch-Sternfeld

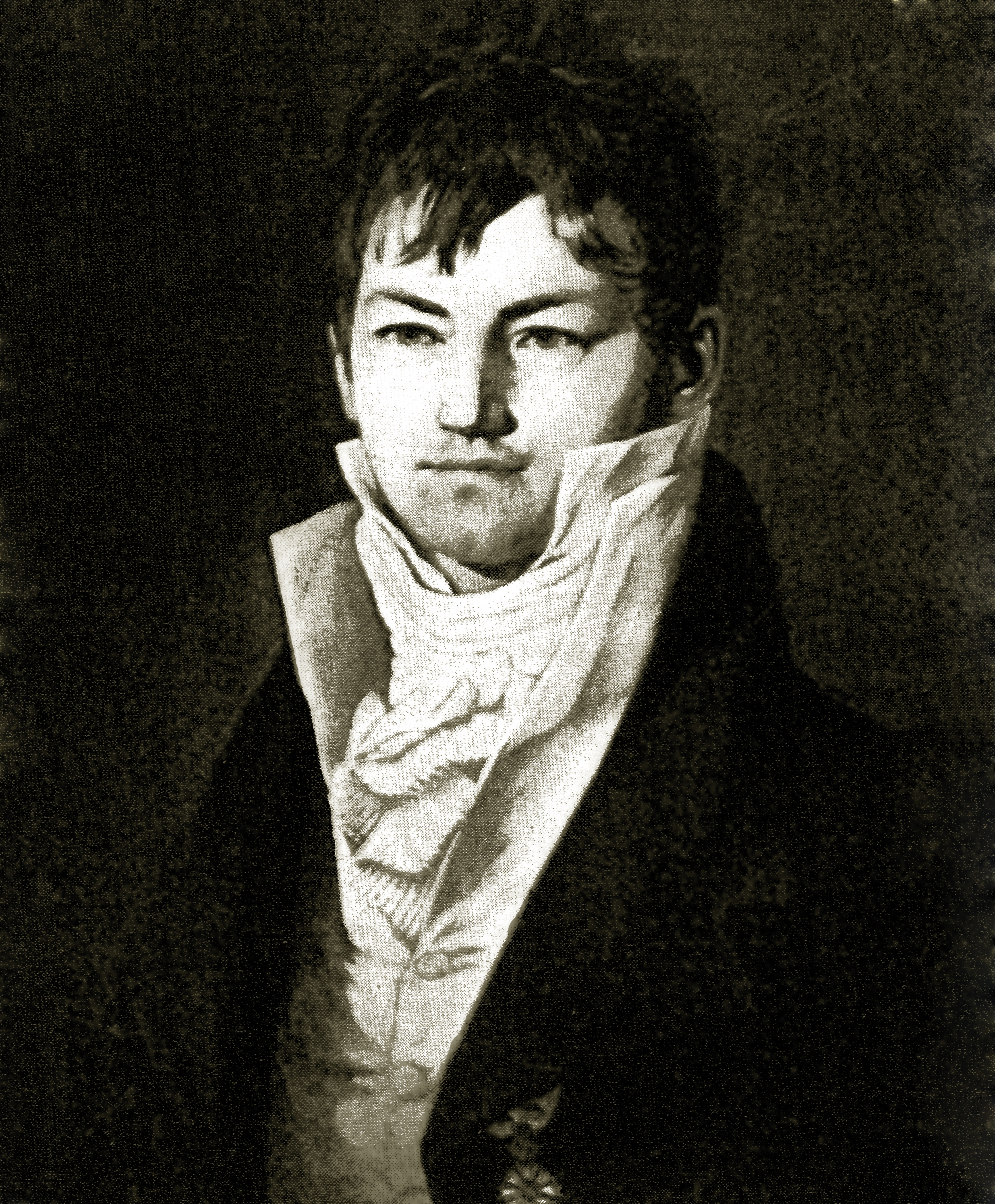
Joseph Ernst von Koch-Sternfeld

Joseph Ernst Ritter von Koch-Sternfeld (* 25. März 1778 in Wagrain; † 29. Juni 1866 in Tittmoning) war ein salzburgisch-bayerischer Beamter, Geograph, Historiker und Schriftsteller.

## Leben
Joseph Ernst Ritter von Koch-Sternfeld war Sohn von Johann Koch, der Burgpfleger zu Wagrain, später Landrichter in Radstadt sowie Burgpfleger und Lehenspropst in Mittersill war. Seine Mutter, Anna Theresia, geb. Salzmann, entstammte einer Bauernfamilie aus dem Pinzgau mit Besitzungen bei Saalfelden und in Zell am See. Die Mutter seines Vaters Johann war eine geborene Konhauser von Sternenfeld, eine Familie, die gegen Ende des 18. Jahrhunderts ausstarb.
Koch-Sternfeld studierte nach dem Besuch des Gymnasiums in Salzburg an der Universität Salzburg zunächst Bergbaukunde und Mineralogie, sattelte jedoch auf das Studium der Rechte um. Mit 21 Jahren erlangte er 1799 die Zulassung zur Praxis am Salzburger Stadtgericht, ein Jahr später fand er als Akzessist beim Landgericht Gastein erstmals eine staatliche Anstellung. Von 1802 bis 1820 machte er eine steile Karriere als geadelter Hofbeamter, die jedoch kurz vor Ernennung zum Minister endete. Im Anschluss daran war er noch bis 1828 für die Akademie in München tätig, um sich dann bis zu seinem Tod nur noch der Schriftstellerei zu widmen.
Von 1810 bis zur Scheidung 1824 war er mit der Tochter des Salzburgers Protomedikus Josef von Barisani (* 1756) verheiratet. Ihrer Ehe entstammten der Sohn Josef (* 19. Juli 1811 in Salzburg, später Landrichter in Altötting) und die beiden Töchter Ida (* 24. März 1816 München; † 14. August 1884 ebenda) und Emma (* 14. Dezember 1817 München; † 20. Februar 1843 München).
Nach dem Ende seiner Karriere als königlich-bayerischer Beamter wechselte er des Öfteren seinen Wohnsitz. Von Altötting zog er nach Geratsdorf, von dort ins Kloster Au am Inn, das er käuflich erworben hatte. Eine längere Zeit hielt er sich dann im Schloss Lampoding am Waginger See und im Kloster Höglwörth bei Anger auf. 1847 erwarb er schließlich in Tittmoning ein Haus, in dem er seine wertvolle Sammlung unterbrachte.
Er starb am 29. Juni 1866 in Tittmoning.

## Wirken

### Beamtenlaufbahn
1802 wurde Koch-Sternfeld nach Salzburg berufen, zum Hofratssekretär ernannt und in den Adelsstand erhoben. Als 1810 Salzburg mit Berchtesgaden an Bayern fiel, war er zum königlich bayerischen Finanzrat ernannt und ihm zugleich die Verwaltung des Archivs übertragen worden. Hierfür sammelte er die durch die Kriegswirren stark reduzierten Akten der verschiedenen Ämter und legte in Salzburg das Zentralarchiv an.
1815 zum Direktor des neu gegründeten bayerischen historisch-statistisch-topographischen Büros in München berufen und mit der Auswertung der Montgelas’schen Zählungen betraut, gab er die „Zeitschrift für Geschichte, Geographie und Topographie von Bayern“ (München 1816/1817, 8 Bände) heraus.
1817 wurde er als Generalkommissar der Grenzregulierungskommission mit Österreich zugeteilt.
Bereits einen Ministerposten in Aussicht, wurde Koch-Sternfeld 1820 zur "Disponibilität" gestellt, was das jähe Ende seiner Beamtenkarriere bedeutete. Als Ursache wurden persönliche Eigenheiten wie übermäßiger Ehrgeiz, Starrsinn und Unverträglichkeit genannt.

### Akademie und Schriftstellerei
Parallel zu seiner amtlichen Laufbahn war Koch-Sternfeld akademisch tätig und veröffentlichte zahlreiche Bücher, die sich insbesondere mit Historie, Geographie, Kulturgeschichte und Staatswesen heute bayerischer und österreichischer Regionen befassten. 
Während seiner Anfänge in Salzburg ab 1802 lernte er u. a. den Syndikus Hieronimus von Kleimayrn (Sohn des Hofkanzlers, Juristen und Historikers Johann Franz Thaddäus von Kleimayrn) sowie den Schuldirektor, Geschichtsschreiber und Schriftsteller Professor Franz Michael Vierthaler kennen, welcher ihm die Veröffentlichung seiner ersten schriftstellerischen Werke ermöglichte. Unter anderem legte er mit Geschichte des Fürstenthums Berchtesgaden und seiner Salzwerke bereits 1815 ein grundlegendes Werk in drei Bänden über die Geschichte des Berchtesgadener Landes vor. 
1812 wurde er zum Mitglied der Münchener Akademie gewählt und 1826 zum Honorarprofessor für Geographie und Statistik in München ernannt. Doch schon 1828 gab er sein Lehramt wieder auf, um sich nunmehr verstärkt seiner schriftstellerischen Tätigkeit zu widmen.
Nach einigen Umzügen erwarb er 1847 in Tittmoning ein Haus, in dessen Nebenbau er eine Bibliothek wie auch sein umfangreiches Archiv einrichtete. 1863 veröffentlichte er mit 85 Jahren, drei Jahre vor seinem Tod, sein letztes Buch. Einige seiner historischen Werke wurden von der Fachwissenschaft mit teils scharfer Kritik bedacht.

## Bibliographie (Auswahl)

### Lyrik
- Rhapsodien aus den Norischen Alpen, mit Melodien von J. Brandstetter (1805, 3. Auflage 1848; das einzige poetische Werk)

### Sachbuch
- Historisch-geographisches Repertorium über die unparteyliche Abhandlung vom Staate Salzburg, über Juvavia und den diplomatischen Anhang des letzteren Werkes. 1802 (zur „Iuvavia“ des Johann Franz Thaddäus von Kleimayrn).
- Versuch über Nahrung und Unterhalt eines zivilisierten Staates. München 1805.
- Das Gasteiner-Thal mit seinen warmen Heilquellen im salzburgischen Gebirge. Salzburg 1810.
- Salzburg und Berchtesgaden, in historisch-statistisch-geographisch- und staatsökonomischen Beyträgen, zwei Bände.
  - Band 1, Salzburg 1810 (Google Buch).
  - Band 2, Salzburg 1810 (Google Buch).
- Über Straßen- und Wasserbau und Bodenkultur im Herzogthum Salzburg und Fürstenthum Berchtesgaden. 1811.
- Geschichte des Fürstenthums Berchtesgaden und seiner Salzwerke. 1815 München.
- Geschichte des Fürstenthums Berchtesgaden und seiner Salzwerke. Band 1.[2] In Kommission der Mayer’schen Buchhandlung, Salzburg 1815 (Volltext in der Google-Buchsuche).
- Geschichte des Fürstenthums Berchtesgaden und seiner Salzwerke. Band 2.[2] Joseph Lindauer, Salzburg 1815 (Volltext in der Google-Buchsuche).
- Geschichte des Fürstenthums Berchtesgaden und seiner Salzwerke. Band 3.[2] Joseph Lindauer, Salzburg 1815 (Volltext in der Google-Buchsuche).
- Historisch-geographisches Repertorium der Staatsverwaltung Bayerns. 4 Bände München 1815.
- Salzburg unter den Römern. 1815.
- Hochzeitsfeyer Carls, Erzherzogs von Österreich, mit Maria, Prinzessin von Bayern, anno 1571. 1816.
- Über die Kriegsgeschichte der Bayern. 1816.
- Die Tauern. 1820.
- Beleuchtung der Sartorischen Chronik. In Beziehung auf die Geschichte und Geographie der Tauern. 1821.
- Historisch-staats-ökonomische Ansichten von den Elementen des teutschen Staatsorganismus. 1822.
- Über Arn´s, Erzbischof von Salzburg, urkundlichen Nachlaß in Beziehung auf bayerische Landes- und Volkskunde. 1823.
- Beyträge zur teutschen Länder-, Völker-, Sitten- und Staatenkunde. 3 Bände. 1825.
- Grundlinien zur allgemeinen Staatskunde. 1826.
- Über den Kampf des Grundeigentums gegen die Grundherrlichkeit. 1833.
- Die teutschen, insbesondere die bayerischen und österreichischen Salzwerke. München 1836.
- Zur bayerischen Fürsten-, Volks- und Kultur-Geschichte. 1837.
- Biographische Skizzen von Alois Wiguläus, Freiherr von Kreitmayr. 1838.
- Das Reich der Langobarden in Italien. 1839 München.
- Betrachtungen über die Geschichte, ihre Attribute und ihren Zweck als eine fortwährende Aufgabe der Bayerischen Akademie der Wissenschaften (Akademierede). 1841 München.
- Der Lampotinger Heimath – und Weltleben, und ihre Verhältnisse. In: Oberbayerisches Archiv für vaterländische Geschichte (Historischen Verein von Oberbayern, Hrsg.), Band 4, München 1843, S. 297–315 (online).
- Zur näheren Verständigung über die Stammreihe und Geschichte der Grafen von Sulzbach. München 1848. (Digitalisat)
- Die Dynastie Hagenau, Mitstifter der Abbtei Seitenstätten in Oesterreich, 1849 (Digitalisat)
- Urkundliche Nachrichten von dem Weiland-Frauenkloster am Nonnberg, im Isengau und Umgebung. 1850.
- Kulturgeschichtliche Forschungen über die Alpen, zunächst über das dynastische, kirchliche, volkswirthschaftliche und commercielle Element an der Mur, Gurk und Drau. 2 Bände. München 1851/52.
- Rückblick auf die Vorgeschichte Bayerns. München 1853.
- Begründung zur ältesten Profan- u. Kirchengeschichte von Bayern und Österreich. 1854.
- Das Christenthum und seine Ausbreitung insbesondere in den Alpen. 1855.
- Vier Vermächtnisse – Behufs einer kritischen und lohnenden Geschichtsschreibung in Bayern. Zugleich Supplement zur Geschichte der altgefeyerten Dynastie des Grafen Abo von Abensberg etc. in ihrem ehrenfesten und wissenschaftlichen Character. Regensburg 1858 (Volltext).
- Kurzgefaßte Chronik und Topographie von den Städten im Salzachgebiet. 1859.
- Zur Wahrnung der Geschichte von der Stadt Reichenhall und Umgebung. 1859.
- Bayern und Tirol in culturhistorischen Skizzen, nach persönlicher Anschauung und aus den bewährtesten Quellen kritisch aufgefaßt und dargestellt. München 1861.
- Die Gründung und die wichtigsten geschichtlichen Momente des ehemaligen Reichsstiftes und heutigen Fürstentums Berchtesgaden. München 1861.
- Der Fischfang (das jus picandi) in Bayern und Oesterreich ob der Enns nach dem urältesten Landrecht; pragmatisch gegenüber gestellt: der „Fischwaid in den bayerischen Seen nach culturhistorischen Skizzen von Hartwig Peetz: München 1862“. München 1863 (Volltext).

## Posthume Würdigungen
- Nach Koch-Sternfeld sind in Berchtesgaden eine lange, 1931 erbaute Verbindungsstraße zwischen Salzburger-Straße und Bergwerk-Straße[3] und in Tittmoning eine Stichstraße zur Saag-Straße benannt worden. Im Salzburger Stadtteil Riedenburg wurde die frühere Feldgasse 1935 in Koch-Sternfeld-Gasse umbenannt. Die Koch-Sternfeld-Gasse ist knapp 190 m lang und verbindet die Eduard-Baumgartner-Straße mit der Reichenhaller Straße.[4]